# Entrains-sur-Nohain
Entrains-sur-Nohain – miejscowość i gmina we Francji, w regionie Burgundia-Franche-Comté, w departamencie Nièvre.
Według danych na rok 1990 gminę zamieszkiwały 1052 osoby, a gęstość zaludnienia wynosiła 18 osób/km² (wśród 2044 gmin Burgundii Entrains-sur-Nohain plasuje się na 220. miejscu pod względem liczby ludności, natomiast pod względem powierzchni na miejscu 10.).